# Suhaia
Suhaia é uma comuna romena localizada no distrito de Teleorman, na região de Muntênia. A comuna possui uma área de 74.85 km² e sua população era de 2565 habitantes segundo o censo de 2007.